# Cúp bóng đá Nam Mỹ 2011
Cúp bóng đá Nam Mỹ 2011 hay còn gọi là Copa América 2011, là giải đấu lần thứ 43 của Cúp bóng đá Nam Mỹ (là giải quốc tế chính thức của các đội bóng Nam Mỹ) được tổ chức tại Argentina. Giải này được tổ chức bởi Liên đoàn bóng đá Nam Mỹ và bắt đầu từ ngày 1 tháng 7 cho đến ngày 24 tháng 7 năm 2011. Lễ bốc thăm cho giải đấu được tổ chức tại La Plata vào ngày 11 tháng 11 năm 2010. Đương kim vô địch giải đấu là Brasil. Giải đấu có 12 đội bóng tham dự, trong đó Costa Rica và México là 2 đội khách mời từ CONCACAF. Nhật Bản từng có ý định mời tham dự giải đấu này nhưng sau đó đã phải rút lui do hậu quả của động đất và sóng thần xảy ra vào tháng 3 năm 2011.
Uruguay đã giành chức vô địch giải đấu sau khi đánh bại Paraguay 3–0 ở trận chung kết, vượt qua Argentina để trở thành đội bóng giàu thành tích nhất tại Cúp bóng đá Nam Mỹ với 15 lần vô địch và lần đầu tiên vô địch Cúp bóng đá Nam Mỹ kể từ năm 1995. Ngoài ra, Uruguay cũng đại diện cho Nam Mỹ tham dự Cúp Liên đoàn các châu lục 2013 tổ chức tại Brasil. Peru giành vị trí thứ ba sau khi đánh bại Venezuela 4–1.

## Các quốc gia cạnh tranh

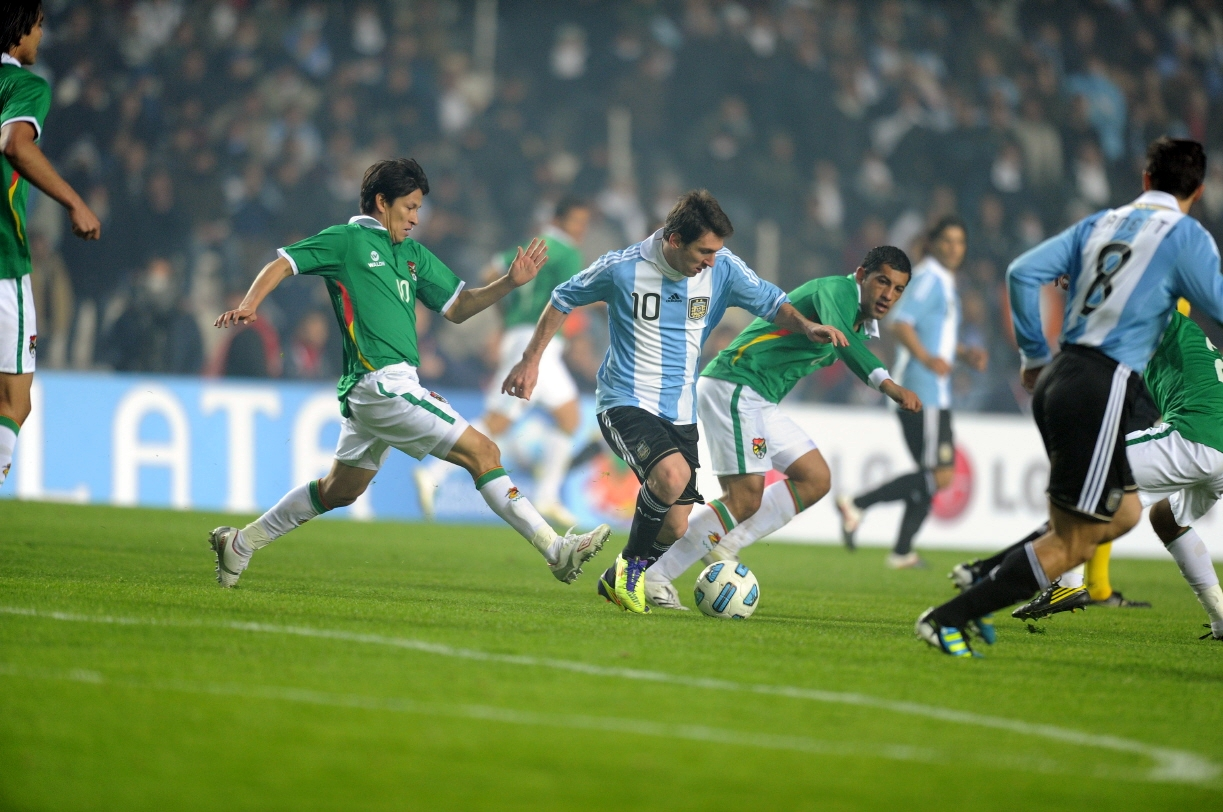
Trận khai mạc: Argentina v. Bolivia.

Cả hai Nhật Bản và México đều được mời tham gia các quốc gia CONMEBOL trong giải đấu. Theo đề xuất của UEFA về các đội tuyển quốc gia thi đấu trong các giải đấu được tổ chức bởi các liên đoàn khác với chính họ, đã được báo cáo vào ngày 23 tháng 11 năm 2009 rằng hai quốc gia không thể tham dự Cúp bóng đá Nam Mỹ 2011. Tuy nhiên, vào ngày 31 tháng 3 năm 2010, CONCACAF đã xác nhận rằng México được phép gửi Đội tuyển Olympic U-23 năm 2012 của họ, bổ sung năm cầu thủ quá tuổi. Ngoài việc México gửi một đội tuyển yếu hơn so với các đội tuyển đó đã gửi trong các lần tham gia trước đó, tám cầu thủ México ban đầu được gọi thi đấu Cúp bóng đá Nam Mỹ 2011 đã bị đình chỉ vì vô kỷ luật một tuần trước khi cuộc thi bắt đầu.
Sự tham gia của Nhật Bản bị nghi ngờ sau động đất và sóng thần Tōhoku 2011, nhưng Hiệp hội bóng đá Nhật Bản đã xác nhận vào ngày 16 tháng 3 năm 2011 rằng họ sẽ tham gia. Tuy nhiên, Hiệp hội bóng đá Nhật Bản sau đó đã rút khỏi giải đấu vào ngày 4 tháng 4 năm 2011 với lý do xung đột lịch trình với các trận đấu J. League được lên lịch lại. Sau cuộc họp với lãnh đạo Hiệp hội bóng đá Argentina, Hiệp hội bóng đá Nhật Bản đã quyết định giữ lại quyết định cuối cùng của họ cho đến ngày 15 tháng 4. Hiệp hội bóng đá Nhật Bản sau đó đã tuyên bố vào ngày 14 tháng 4 rằng họ sẽ cạnh tranh trong cuộc thi sử dụng các cầu thủ chủ yếu ở châu Âu. Hiệp hội bóng đá Nhật Bản đã rút đội tuyển của họ một lần nữa vào ngày 16 tháng 5 với lý do khó khăn với các câu lạc bộ châu Âu trong việc phát hành các cầu thủ Nhật Bản. Vào ngày hôm sau, CONMEBOL đã gửi thư mời chính thức tới Liên đoàn bóng đá Costa Rica mời Costa Rica được thay thế. Costa Rica đã chấp nhận lời mời vào cuối ngày hôm đó.
12 đội tuyển sau đây, được hiển thị với bảng xếp hạng thế giới FIFA trước giải đấu, được thi đấu trong giải đấu:
| - Argentina (10) (chủ nhà) - Bolivia (93) - Brasil (5) (đương kim vô địch) - Chile (27) | - Colombia (54) - Costa Rica (55) (khách mời) - Ecuador (68) - México (9) (khách mời) | - Paraguay (32) - Perú (49) - Uruguay (18) - Venezuela (69) |

## Địa điểm
Tổng cộng có 8 thành phố tổ chức giải đấu. Trận khai mạc được thi đấu tại sân vận động thành phố La Plata, và trận chung kết được thi đấu tại sân vận động tượng đài Antonio Vespucio Liberti.
| Buenos Aires                                                 | Córdoba                                                      | La Plata                         | Santa Fe                                  |
| ------------------------------------------------------------ | ------------------------------------------------------------ | -------------------------------- | ----------------------------------------- |
| Sân vận động tượng đài                                       | Sân vận động Mario Alberto Kempes                            | Sân vận động Único               | Sân vận động Chuẩn tướng Estanislao López |
| Sức chứa: 65.921                                             | Sức chứa: 57.000                                             | Sức chứa: 53.000                 | Sức chứa: 47.000                          |
|                                                              |                                                              |                                  |                                           |
| Buenos AiresCórdobaJujuyLa PlataMendozaSaltaSanta FeSan Juan | Buenos AiresCórdobaJujuyLa PlataMendozaSaltaSanta FeSan Juan | Mendoza                          | San Juan                                  |
| Buenos AiresCórdobaJujuyLa PlataMendozaSaltaSanta FeSan Juan | Buenos AiresCórdobaJujuyLa PlataMendozaSaltaSanta FeSan Juan | Sân vận động Malvinas Argentinas | Sân vận động Bicentenario                 |
| Buenos AiresCórdobaJujuyLa PlataMendozaSaltaSanta FeSan Juan | Buenos AiresCórdobaJujuyLa PlataMendozaSaltaSanta FeSan Juan | Sức chứa: 40.268                 | Sức chứa: 25.000                          |
| Buenos AiresCórdobaJujuyLa PlataMendozaSaltaSanta FeSan Juan | Buenos AiresCórdobaJujuyLa PlataMendozaSaltaSanta FeSan Juan |                                  |                                           |
| Buenos AiresCórdobaJujuyLa PlataMendozaSaltaSanta FeSan Juan | Buenos AiresCórdobaJujuyLa PlataMendozaSaltaSanta FeSan Juan | Jujuy                            | Salta                                     |
| Buenos AiresCórdobaJujuyLa PlataMendozaSaltaSanta FeSan Juan | Buenos AiresCórdobaJujuyLa PlataMendozaSaltaSanta FeSan Juan | Sân vận động 23 tháng 8          | Sân vận động Cha Ernesto Martearena       |
| Buenos AiresCórdobaJujuyLa PlataMendozaSaltaSanta FeSan Juan | Buenos AiresCórdobaJujuyLa PlataMendozaSaltaSanta FeSan Juan | Sức chứa: 23.000                 | Sức chứa: 20.408                          |
| Buenos AiresCórdobaJujuyLa PlataMendozaSaltaSanta FeSan Juan | Buenos AiresCórdobaJujuyLa PlataMendozaSaltaSanta FeSan Juan |                                  |                                           |

## Bốc thăm
Lễ bốc thăm cho cuộc thi diễn ra vào ngày 11 tháng 11 năm 2010 lúc 17:00 (UTC−03:00) tại Teatro Argentino de La Plata ở La Plata và được phát sóng ở Argentina bởi Canal Siete. Vào ngày 18 tháng 10 năm 2010, Ủy ban điều hành của CONMEBOL đã quyết định đặt các đội tuyển vào các nhóm để bốc thăm.
| Nhóm 1                       | Nhóm 2                      | Nhóm 3                     | Nhóm 4                        |
| ---------------------------- | --------------------------- | -------------------------- | ----------------------------- |
| Argentina · Brasil · Uruguay | Chile · Colombia · Paraguay | Bolivia · Perú · Venezuela | Ecuador · Costa Rica · México |

## Đội hình
Mỗi hiệp hội trình bày một danh sách 23 cầu thủ tham gia giải đấu năm ngày trước trận đấu đầu tiên của họ. Vào ngày 14 tháng 6 năm 2011, CONMEBOL cho phép ghi danh 23 cầu thủ cho giải đấu, tăng một cầu thủ từ 22 cầu thủ cho phép trước đó. Trong số 23 cầu thủ đó, ba cầu thủ phải là thủ môn.

## Trọng tài
Danh sách 24 trọng tài và 2 trọng tài phụ được chọn cho giải đấu đã được công bố vào ngày 6 tháng 6 năm 2011 bởi Ủy ban trọng tài của CONMEBOL. Hai trọng tài đã được chọn từ mỗi hiệp hội tham gia:
| Sergio Pezzotta Trợ lý: Ricardo Casas Raúl Orosco Trợ lý: Efraín Castro Sálvio Fagundes Trợ lý: Marcio Santiago Enrique Osses Trợ lý: Francisco Mondría | Wilmar Roldán Trợ lý: Humberto Clavijo Carlos Vera Trợ lý: Luis Alvarado Carlos Amarilla Trợ lý: Nicolás Yegros Víctor Hugo Rivera Trợ lý: Luis Abadie | Roberto Silvera Trợ lý: Miguel Nievas Juan Soto Trợ lý: Luis Sánchez Wálter Quesada Trợ lý: Leonel Leal Francisco Chacón Trợ lý: Marvin Torrentera |

Trợ lý phụ:  Diego Bonfa, Hernán Maidana
Ghi chú
1. ↑  Amarilla được thay thế Antonio Arias, ban đầu được thay thế Carlos Torres

## Vòng bảng
Tất cả thời gian đều theo giờ địa phương, giờ Argentina (UTC−03:00).

### Bảng A
| Đội tuyển  | ST | T | H | B | BT | BB | HS | Đ |
| ---------- | -- | - | - | - | -- | -- | -- | - |
| Colombia   | 3  | 2 | 1 | 0 | 3  | 0  | +3 | 7 |
| Argentina  | 3  | 1 | 2 | 0 | 4  | 1  | +3 | 5 |
| Costa Rica | 3  | 1 | 0 | 2 | 2  | 4  | −2 | 3 |
| Bolivia    | 3  | 0 | 1 | 2 | 1  | 5  | −4 | 1 |

| 1 tháng 7 năm 2011  |     |            |                                                     |
| Argentina           | 1–1 | Bolivia    | Sân vận động thành phố La Plata, La Plata           |
| 2 tháng 7 năm 2011  |     |            |                                                     |
| Colombia            | 1–0 | Costa Rica | Sân vận động 23 tháng 8, Jujuy                      |
| 6 tháng 7 năm 2011  |     |            |                                                     |
| Argentina           | 0–0 | Colombia   | Sân vận động chuẩn tướng Estanislao López, Santa Fe |
| 7 tháng 7 năm 2011  |     |            |                                                     |
| Bolivia             | 0–2 | Costa Rica | Sân vận động 23 tháng 8, Jujuy                      |
| 10 tháng 7 năm 2011 |     |            |                                                     |
| Colombia            | 2–0 | Bolivia    | Sân vận động chuẩn tướng Estanislao López, Santa Fe |
| 11 tháng 7 năm 2011 |     |            |                                                     |
| Argentina           | 3–0 | Costa Rica | Sân vận động Mario Alberto Kempes, Córdoba          |

### Bảng B
| Đội tuyển | ST | T | H | B | BT | BB | HS | Đ |
| --------- | -- | - | - | - | -- | -- | -- | - |
| Brasil    | 3  | 1 | 2 | 0 | 6  | 4  | +2 | 5 |
| Venezuela | 3  | 1 | 2 | 0 | 4  | 3  | +1 | 5 |
| Paraguay  | 3  | 0 | 3 | 0 | 5  | 5  | 0  | 3 |
| Ecuador   | 3  | 0 | 1 | 2 | 2  | 5  | −3 | 1 |

| 3 tháng 7 năm 2011  |     |           |                                                     |
| Brasil              | 0–0 | Venezuela | Sân vận động thành phố La Plata, La Plata           |
| Paraguay            | 0–0 | Ecuador   | Sân vận động chuẩn tướng Estanislao López, Santa Fe |
| 9 tháng 7 năm 2011  |     |           |                                                     |
| Brasil              | 2–2 | Paraguay  | Sân vận động Mario Alberto Kempes, Córdoba          |
| Venezuela           | 1–0 | Ecuador   | Sân vận động Cha Ernesto Martearena, Salta          |
| 13 tháng 7 năm 2011 |     |           |                                                     |
| Paraguay            | 3–3 | Venezuela | Sân vận động Cha Ernesto Martearena, Salta          |
| Brasil              | 4–2 | Ecuador   | Sân vận động Mario Alberto Kempes, Córdoba          |

### Bảng C
| Đội tuyển | ST | T | H | B | BT | BB | HS | Đ |
| --------- | -- | - | - | - | -- | -- | -- | - |
| Chile     | 3  | 2 | 1 | 0 | 4  | 2  | +2 | 7 |
| Uruguay   | 3  | 1 | 2 | 0 | 3  | 2  | +1 | 5 |
| Perú      | 3  | 1 | 1 | 1 | 2  | 2  | 0  | 4 |
| México    | 3  | 0 | 0 | 3 | 1  | 4  | −3 | 0 |

| 4 tháng 7 năm 2011  |     |        |                                           |
| Uruguay             | 1–1 | Perú   | Sân vận động Bicentenario, San Juan       |
| Chile               | 2–1 | México | Sân vận động Bicentenario, San Juan       |
| 8 tháng 7 năm 2011  |     |        |                                           |
| Uruguay             | 1–1 | Chile  | Sân vận động Malvinas Argentinas, Mendoza |
| Perú                | 1–0 | México | Sân vận động Malvinas Argentinas, Mendoza |
| 12 tháng 7 năm 2011 |     |        |                                           |
| Chile               | 1–0 | Perú   | Sân vận động Malvinas Argentinas, Mendoza |
| Uruguay             | 1–0 | México | Sân vận động thành phố La Plata, La Plata |

### Xếp hạng của các đội xếp thứ ba
Vào cuối giai đoạn đầu tiên, một so sánh được thực hiện giữa các đội xếp thứ ba của mỗi bảng. Hai đội xếp thứ ba tốt nhất giành quyền vào tứ kết.
| Bảng | Đội tuyển  | ST | T | H | B | BT | BB | HS | Đ |
| ---- | ---------- | -- | - | - | - | -- | -- | -- | - |
| C    | Perú       | 3  | 1 | 1 | 1 | 2  | 2  | 0  | 4 |
| B    | Paraguay   | 3  | 0 | 3 | 0 | 5  | 5  | 0  | 3 |
| A    | Costa Rica | 3  | 1 | 0 | 2 | 2  | 4  | −2 | 3 |

## Vòng đấu loại trực tiếp
Khác với các giải đấu trước đó, trong vòng đấu loại trực tiếp, 30 phút hiệp phụ được thi đấu nếu bất kỳ trận đấu nào kết thúc sau khi quy định (trước đó trận đấu sẽ đi thẳng vào loạt sút luân lưu). Đây là lần đầu tiên trong lịch sử giải đấu nơi vòng đấu loại trực tiếp không bao gồm bất kỳ đội nào được khách mời, vì cả hai México và Costa Rica đều bị loại trong vòng bảng. Paraguay đã lọt vào trận chung kết mặc dù không giành được một trận đấu nào trong cuộc thi.
|  | Tứ kết                | Tứ kết               |                           |       | Bán kết                | Bán kết                |  |  | Chung kết | Chung kết |
|  |                       |                      |                           |       |                        |                        |  |  |           |           |
|  | 16 tháng 7 – Córdoba  |                      |                           |       |                        |                        |  |  |           |           |
|  |                       |                      |                           |       |                        |                        |  |  |           |           |
|  | Colombia              | 0                    |                           |       |                        |                        |  |  |           |           |
|  | Colombia              | 0                    | 19 tháng 7 – La Plata     |       |                        |                        |  |  |           |           |
|  | Perú (h.p.)           | 2                    |                           |       |                        |                        |  |  |           |           |
|  | Perú (h.p.)           | 2                    | Perú                      | 0     |                        |                        |  |  |           |           |
|  | 16 tháng 7 – Santa Fe |                      | Perú                      | 0     |                        |                        |  |  |           |           |
|  |                       | Uruguay              | 2                         |       |                        |                        |  |  |           |           |
|  | Argentina             | Uruguay              | 2                         | 1 (4) |                        |                        |  |  |           |           |
|  | Argentina             |                      | 24 tháng 7 – Buenos Aires | 1 (4) |                        |                        |  |  |           |           |
|  | Uruguay (p.đ.)        | 1 (5)                |                           |       |                        |                        |  |  |           |           |
|  | Uruguay (p.đ.)        | 1 (5)                | Uruguay                   | 3     |                        |                        |  |  |           |           |
|  | 17 tháng 7 – La Plata |                      | Uruguay                   | 3     |                        |                        |  |  |           |           |
|  |                       | Paraguay             | 0                         |       |                        |                        |  |  |           |           |
|  | Brasil                | Paraguay             | 0                         | 0 (0) |                        |                        |  |  |           |           |
|  | Brasil                | 20 tháng 7 – Mendoza |                           | 0 (0) |                        |                        |  |  |           |           |
|  | Paraguay (p.đ.)       | 0 (2)                |                           |       |                        |                        |  |  |           |           |
|  | Paraguay (p.đ.)       | 0 (2)                | Paraguay (p.đ.)           | 0 (5) |                        |                        |  |  |           |           |
|  | 17 tháng 7 – San Juan |                      | Paraguay (p.đ.)           | 0 (5) |                        |                        |  |  |           |           |
|  |                       | Venezuela            | 0 (3)                     |       | Play-off tranh hạng ba | Play-off tranh hạng ba |  |  |           |           |
|  | Chile                 | Venezuela            | 0 (3)                     | 1     | Play-off tranh hạng ba | Play-off tranh hạng ba |  |  |           |           |
|  | Chile                 |                      | 23 tháng 7 – La Plata     | 1     |                        |                        |  |  |           |           |
|  | Venezuela             | 2                    |                           |       |                        |                        |  |  |           |           |
|  | Venezuela             | 2                    | Perú                      | 4     |                        |                        |  |  |           |           |
|  |                       |                      |                           |       |                        |                        |  |  |           |           |
|  | Venezuela             | 1                    |                           |       |                        |                        |  |  |           |           |
|  | Venezuela             | 1                    |                           |       |                        |                        |  |  |           |           |

### Tứ kết
| Colombia | 0–2 (s.h.p.) | Perú                       |
| -------- | ------------ | -------------------------- |
|          | Chi tiết     | Lobatón 101' · Vargas 111' |

| Argentina                                    | 1–1 (s.h.p.) | Uruguay                                      |
| -------------------------------------------- | ------------ | -------------------------------------------- |
| Higuaín 17'                                  | Chi tiết     | Pérez 5'                                     |
| Loạt sút luân lưu                            |              |                                              |
| Messi · Burdisso · Tevez · Pastore · Higuaín | 4–5          | Forlán · Suárez · Scotti · Gargano · Cáceres |

| Brasil                                     | 0–0 (s.h.p.) | Paraguay                            |
| ------------------------------------------ | ------------ | ----------------------------------- |
|                                            | Chi tiết     |                                     |
| Loạt sút luân lưu                          |              |                                     |
| Elano · Thiago Silva · André Santos · Fred | 0–2          | É. Barreto · Estigarribia · Riveros |

| Chile     | 1–2      | Venezuela                     |
| --------- | -------- | ----------------------------- |
| Suazo 69' | Chi tiết | Vizcarrondo 34' · Cichero 80' |

### Bán kết
| Perú | 0–2      | Uruguay         |
| ---- | -------- | --------------- |
|      | Chi tiết | Suárez 52', 57' |

| Paraguay                                        | 0–0 (s.h.p.) | Venezuela                       |
| ----------------------------------------------- | ------------ | ------------------------------- |
|                                                 | Chi tiết     |                                 |
| Loạt sút luân lưu                               |              |                                 |
| Ortigoza · Barrios · Riveros · Martínez · Verón | 5–3          | Maldonado · Rey · Lucena · Miku |

### Play-off tranh hạng ba
| Perú                                    | 4–1      | Venezuela  |
| --------------------------------------- | -------- | ---------- |
| Chiroque 41' · Guerrero 63', 89', 90+2' | Chi tiết | Arango 77' |

### Chung kết
| Uruguay                      | 3–0      | Paraguay |
| ---------------------------- | -------- | -------- |
| Suárez 11' · Forlán 41', 89' | Chi tiết |          |

## Cầu thủ ghi bàn
Với 5 bàn thắng, Paolo Guerrero là cầu thủ ghi bàn hàng đầu trong giải đấu. Tổng cộng 54 bàn thắng được ghi bởi 39 cầu thủ khác nhau, với chỉ có một bàn trong số đó được ghi là bàn phản lưới nhà.
5 bàn
- Paolo Guerrero

4 bàn
- Luis Suárez

3 bàn
- Sergio Agüero

2 bàn
| - Neymar - Alexandre Pato | - Radamel Falcao - Felipe Caicedo | - Diego Forlán - Álvaro Pereira |

1 bàn
| - Ángel Di María - Gonzalo Higuaín - Edivaldo Hermoza - Fred - Jádson - Esteban Paredes - Alexis Sánchez - Humberto Suazo - Arturo Vidal - Adrián Ramos | - Joel Campbell - Josué Martínez - Néstor Araujo - Antolín Alcaraz - Lucas Barrios - Nelson Valdez - Cristian Riveros - Roque Santa Cruz - William Chiroque - Carlos Lobatón | - Juan Manuel Vargas - Diego Pérez - Juan Arango - Gabriel Cichero - Miku - César González - Grenddy Perozo - Salomón Rondón - Oswaldo Vizcarrondo |

Phản lưới nhà
- André Carrillo (trong trận gặp Chile)

## Thống kê

### Giải thưởng
- Cầu thủ xuất sắc nhất:  Luis Suárez

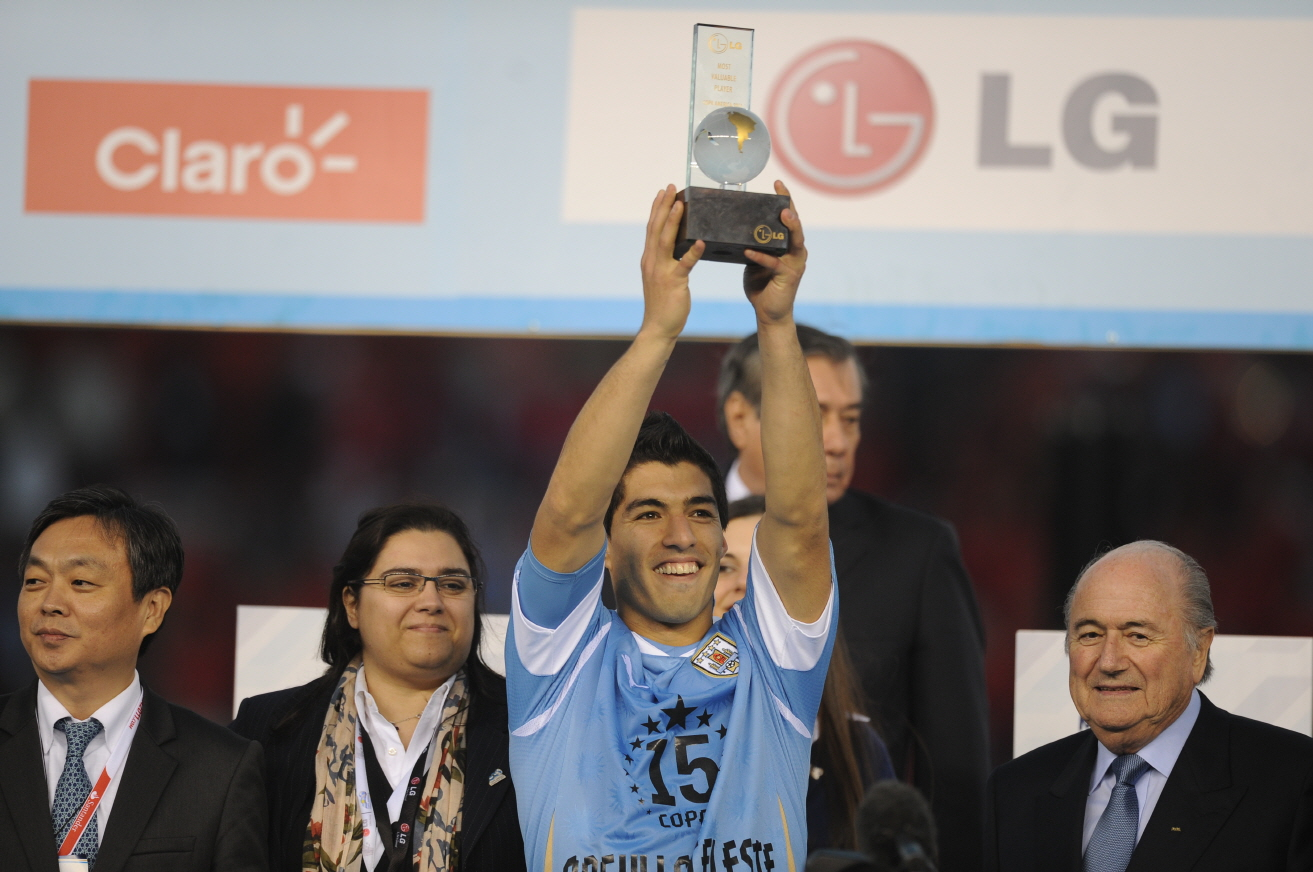
Cầu thủ Uruguay Luis Suárez, được trao giải MVP của giải đấu.

- Cầu thủ ghi bàn hàng đầu:  Paolo Guerrero
- Cầu thủ trẻ xuất sắc nhất:  Sebastián Coates
- Thủ môn xuất sắc nhất:  Justo Villar
- Đội đoạt giải phong cách:  Uruguay

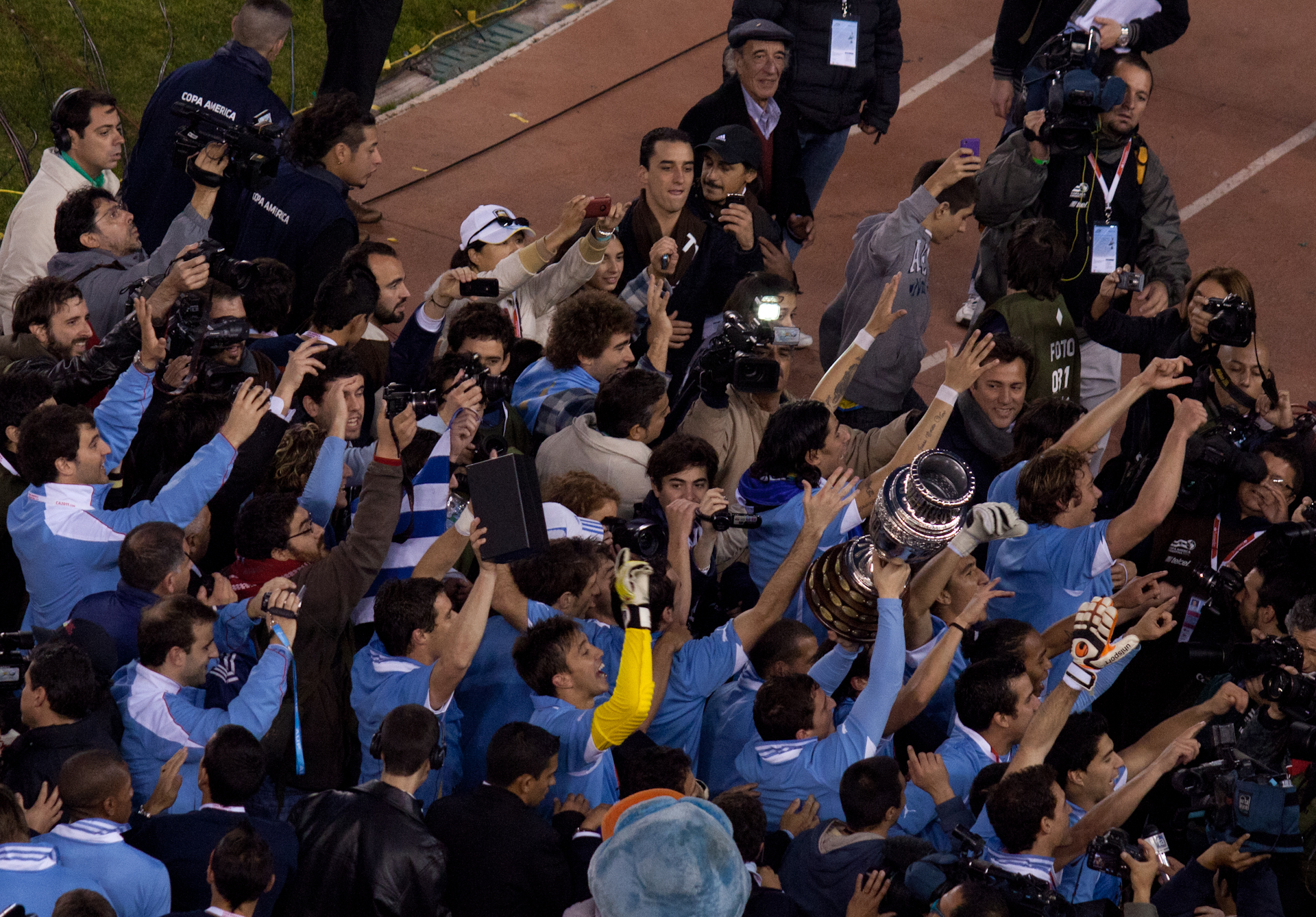
Các cầu thủ Uruguay ăn mừng danh hiệu Cúp bóng đá Nam Mỹ lần thứ 15 của họ.

## Tài trợ
Nhà tài trợ bạch kim toàn cầu:
- LG[27]
- MasterCard[28]
- Santander[29]

Nhà tài trợ vàng toàn cầu:
- Kia[30]
- América Móvil (Claro,[31] Telcel,[32] Telmex, Embratel, và Comcel (cũ) là những thương hiệu được quảng cáo.)

Nhà tài trợ bạc toàn cầu:
- Canon[33]
- Anheuser-Busch (Brahma, Budweiser,[34] và Quilmes là những thương hiệu được quảng cáo.)
- Công ty Coca-Cola (Coca-Cola[35] và Powerade là những thương hiệu được quảng cáo.)
- Petrobras (Lubrax là thương hiệu được quảng cáo.)[36]

Nhà cung cấp chính thức:
- Seara (Paty là thương hiệu được quảng cáo.)[37]

Đối tác từ thiện:
- UNICEF[38]

Nhà cung cấp địa phương:
- Tỉnh Buenos Aires
- Argentina
- Gillette

Web Hosting:
- Chủ nhà UOL[39]

## Bài hát chủ đề
"Creo en América" của ca sĩ người Argentina Diego Torres là bài hát chủ đề chính thức cho giải đấu. Torres đã biểu diễn bài hát trong lễ khai mạc. Các bài hát chủ đề thứ hai của giải đấu bao gồm "Don't Wanna Go Home" của Jason Derulo, "Rabiosa" của Shakira, The Child (Inside) của Qkumba Zoo và "Ready 2 Go" của Martin Solveig.